# San Martín Sacatepéquez
San Martín Sacatepéquez est une ville du Guatemala située dans le département de Quetzaltenango.